# Peter Mahne
Peter Mahne (* 2. März 1959 in Ljubljana, SFR Jugoslawien) ist ein ehemaliger jugoslawisch-österreichischer Handballspieler und Handballtrainer.

## Karriere

### Verein
Peter Mahne lernte das Handballspielen beim RK Olimpija Ljubljana. 1977 wechselte er zu RD Slovan Ljubljana, mit dem der zwei Meter große Rückraumspieler 1980 die die jugoslawische Meisterschaft gewann. Mit Slovan erreichte er im Europapokal der Landesmeister 1980/81 die Finalspiele, in denen die Mannschaft ohne den verletzten Mahne dem SC Magdeburg nach einem 25:23 zu Hause noch mit 18:29 in Magdeburg unterlag. 1988 durfte er ins Ausland wechseln. Für den HC Bruck in Österreich lief er sechs Spielzeiten auf. 1997 beendete er seine Spielerlaufbahn.

### Nationalmannschaft
Mit der jugoslawischen Nationalmannschaft belegte Mahne bei den Olympischen Spielen 1980 in Moskau den sechsten Platz. Im Turnier erzielte er einen Treffer in zwei Partien.
Nach dem Auseinanderbrechen Jugoslawiens bekam er 1992 sowohl vom Österreichischen Handballbund als auch vom slowenischen Handballverband das Angebot, die jeweilige Staatsbürgerschaft zu erlangen. Mahne entschied sich für Österreich. Mit der österreichischen Nationalmannschaft erreichte er den zweiten Platz bei der B-Weltmeisterschaft 1993 und qualifizierte sich dadurch für die Weltmeisterschaft 1993, bei der das Team den 14. Platz belegte.

## Trainer
Als Trainer betreute er die Jugend- und die Zweitligamannschaft von Post Gradec, für den er im Jahr 2000 noch einmal für einige Spiele als Spieler einsprang. In Österreich trainierte er Union Leoben, ATSE Graz und die HSG Bärnbach/Köflach.

## Privates
Mahne ist verheiratet und hat zwei Töchter. Er arbeitet als Bautechniker.